# كنيسة باتر نوستر
كنيسة باتر نوستر هي كنيسة رومانية كاثوليكية تقع في جبل الزيتون في القدس. تدعي فرنسا ملكية الأرض بموجب امتياز عثماني وتقول إنه تم إضفاء الطابع الرسمي عليه بموجب اتفاقية فيشر شوفيل لعام 1948، والتي لم تصادق عليها إسرائيل.